# Französische Feldpost in Deutschland im Kalten Krieg

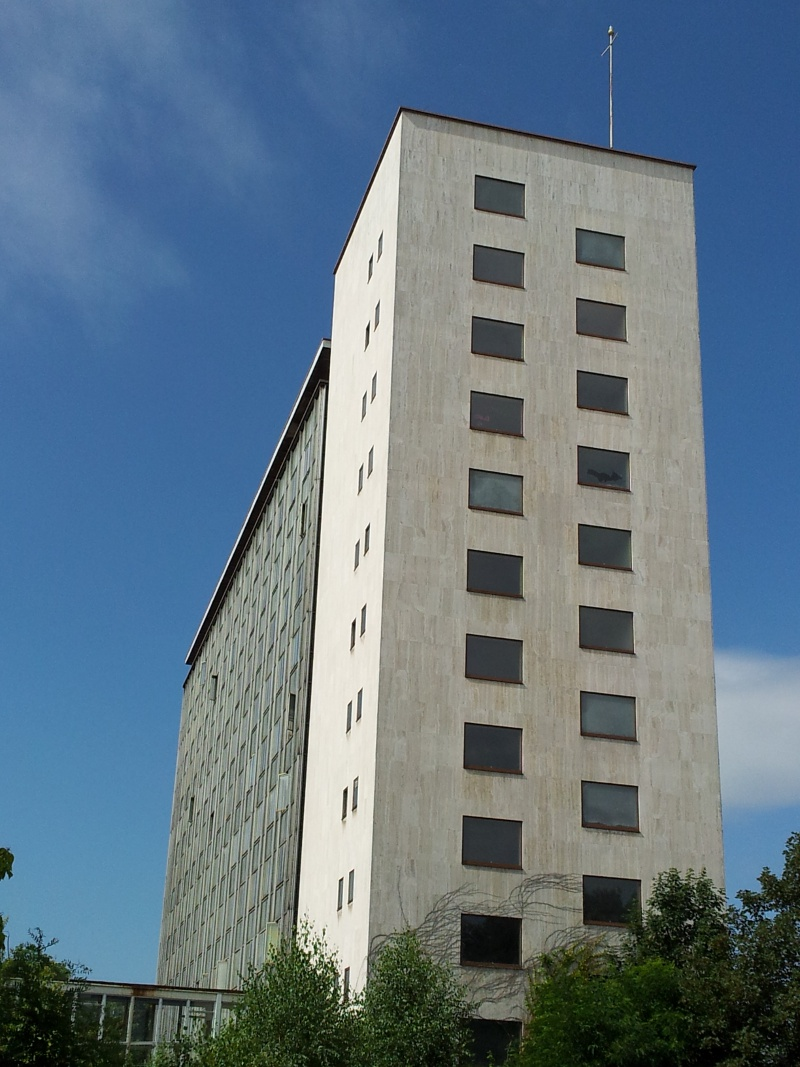
Le BABO (Bâtiment Administratif de Baden-Oos), das Verwaltungsgebäude der französischen Stationierungsstreitkräfte in Baden-Baden

Die Französische Feldpost in Deutschland im Kalten Krieg gibt einen Überblick über die Postversorgung der französischen Streitkräfte, der Soldaten und ihren Familien in Deutschland.
Das Lemma ergänzt die Seite Forces françaises en Allemagne (FFA); es listet darüber hinaus die französischen Militärpostämter (BPM) in Deutschland für die Zeit von 1945 bis 2010 auf. Die postalische Organisation spiegelt die militärische Organisation und gibt damit einen Gesamtüberblick über das militärische Engagement Frankreichs in Deutschland.

## Rechtsgrundlage und Gebühren
Einleitend ist anzumerken, dass in dieser Zeit in allen Staaten die Postbeförderung als staatlicher Hoheitsakt betrachtet wurde – in der Bundesrepublik Deutschland bestand ein Bundespostministerium bis 1997 und die Mitarbeiter der Post waren im Regelfall Beamte – und es undenkbar erschien, einem fremden Staat die Beförderung militärischer Dienstpost anzuvertrauen. Daher regelte das „Zusatzabkommen zu dem Abkommen zwischen den Parteien des Nordatlantikvertrages über die Rechtsstellung ihrer Truppen hinsichtlich der in der Bundesrepublik Deutschland stationierten ausländischen Truppen“ (NATO-Truppenstatut von 1951) vom 3. August 1959 das schon von Anbeginn der Stationierung praktizierte Verfahren rechtsgültig.
Grundsätzlich galt, dass die Militärpost des Stationierungsstaates das Recht besaß, Sendungen innerhalb und außerhalb des Bundesgebiets zu befördern oder auch die Militärpost einer anderen Stationierungsmacht zu nutzen. Der Austausch mit der Deutschen Bundespost erfolgte über festgelegte Postämter. Den Angehörigen, dem sogenannten „militärischen Gefolge“, stand es frei, die Militärpost zu nutzen. Dienstliche Postsendungen waren gebührenfrei, Privatpost nach Frankreich und Deutschland musste zum jeweils gültigen Inlandstarif in Franc freigemacht werden.

## Organisation und Unterstellung
Die Postversorgung der Dienststellen in der Französischen Zone sowie der Familienangehörigen oblag der Direction de la Poste aux Armées (Armeepostdirektion) mit ihrem Sitz in Offenburg. In den größeren Garnisonen, insbesondere den Standorten der Armeekorps, Divisionen und – von 1960 bis 1978 – Brigaden bestanden Armeepostämter (Bureaux Postaux Militaires). Für den Austausch mit der französischen Post wurden, wie schon während der Rheinlandbesetzung von 1918 bis 1930, Grenzpostämter (Bureaux Frontière) in Offenburg und Trier eingerichtet: das Bureau Frontière H in Offenburg war zuständig für Zones de Stationnement Sud (Freiburg im Breisgau) und Centre (Landau) sowie dem Hauptquartier in Baden-Baden, das Bureau Frontière P in Trier für Zone de Stationnement Nord (Trier). Als Austauschbahnhöfe mit der französischen Post fungierten Straßburg für das Bureau Frontière H und zunächst Forbach (für Kaiserslautern 1978 – 1982), dann Nancy (für Trier) für das Bureau Frontère P.
In den Jahren 1977 (Auflösung der 1960 aufgestellten Brigaden) und 1991 (Beginn des Abzugs der französischen Streitkräfte aus Deutschland nach der Wiedervereinigung) wurde die postalische Organisation den umfangreichen Veränderungen der FFA angepasst.

## Französische Feldpostämter in Deutschland 1945 bis 2010
| Garnison                   | Ersteinrichtung | BPM                         | BPM 1977               | BPM 1991              | Schließung | Bemerkung |
| -------------------------- | --------------- | --------------------------- | ---------------------- | --------------------- | ---------- | --- |
| Rastatt                    | 1960            | BPM 121                     | BPM 121                | BPM 121               | 1993       | |
| Karlsruhe                  | 1967            | BPM 121GA1                  | BPM 121A               | BPM 122               | 1991       | |
| Tübingen                   | 1947            | BPM 416                     | BPM 416                | BPM 416               | 1993       | Brigade 1960–1978, 1992 BPM 416 zur Deutsch-Französischen Brigade nach Müllheim verlegt. |
| Münsingen                  | 1988            | BPM 416A                    |                        | BPM 412               | 1992       | |
| Horb                       | 1964            | BPM 416GA1                  |                        |                       | 1977       | |
| Baden-Baden                | 1945            | BPM 507                     | BPM 507                | BPM 507               | 1999       | HQ 1re Armée 1945–1993, HQ 2e Corps d'Armée 1969–1999. |
| Bühl                       | 1949            | BPM 507A                    | BPM 507A               | BPM 501               | 1994       | 1992–1994 Bureau Frontière H in Bühl. |
| Bühl                       | 1994            | Centre de tri militaire 507 |                        |                       | 2002       | Vorher Bureau Frontière H. |
| Pforzheim                  | 1991            | BPM 508                     |                        | BPM 508               | 1996       | 1991 BPM 508 zunächst in Kehl. |
| Offenburg                  | 1945            | BPM 510                     | BPM 510                | BPM 510               | 1992       | Direction de la Poste aux Armées, Brigade 1960–1978. |
| Offenburg                  | 1945            | Bureau Frontière H          | Bureau Frontière H     | Bureau Frontière H    | 1994       | Aufgestellt 1945 in Schiltigheim, 1945 → Offenburg, 1992 → Bühl, 1994 geschlossen. Zuständig für Zones de Stationnement Sud und Centre. |
| Kehl                       | 1960            | BPM 510A                    | BPM 510A               | BPM 508               | 1991       | BPM 508 nach Pforzheim verlegt. |
| Achern                     | 1977            | BPM 510B                    | BPM 512                | BPM 512               | 1999       | Eléments Air français en Allemagne et Détachement Air d'adaptation auprès de la 1re Armée. |
| Freiburg                   | 1956            | BPM 511                     | BPM 511                | BPM 511               | 1992       | HQ 1er Corps d'Armée 1945–1960, 3e DB 1956–1992. |
| Müllheim                   | 1956            | BPM 511GA1                  | BPM 511A               | BPM 513, 1992 BPM 416 | 2002       | Deutsch-Französische Brigade seit 1991, Nutzung der Deutschen Post ab 2002. |
| Breisach                   | 1967            | BPM 511B                    | BPM 511B               | BPM 518               | 1997       | |
| Koblenz                    | 1945            | BPM 515                     |                        |                       | 1969       | HQ 2e Corps d'Armée 1945–1969, 1945 BPM 515 zunächst in Bühl. |
| Villingen                  | 1945            | BPM 519                     | BPM 519, 1983 BPM 519B | BPM 522               | 1994       | |
| Stetten am kalten Markt    | 1957            | BPM 519A                    | BPM 519A               | BPM 521               | 1997       | |
| Donaueschingen             | 1964            | BPM 519B                    | BPM 519B, 1983 BPM 519 | BPM 519               | 2010       | |
| Landau                     | 1956            | BPM 520                     | BPM 520                | BPM 520               | 1999       | 5e DB 1947–1999 |
| Speyer                     | 1972            | BPM 520GA1                  | BPM 520A               | BPM 524               | 1994       | |
| Neustadt an der Weinstraße | 1956            | BPM 520B                    | BPM 520B               | BPM 528               | 1992       | |
| Konstanz                   | 1945            | BPM 523                     | BPM 523                |                       | 1978       | Brigade 1960–1978. |
| Lindau                     | 1945            | BPM 523A                    |                        |                       | 1968       | HQ 1re Armée Rhin et Danube, 1945 Verlegung nach Baden-Baden. BPM 523A 1952 nach Friedrichshafen verlegt. |
| Ravensburg                 | 1945            | BPM 523B                    |                        |                       | 1977       | |
| Zweibrücken                | 1968            | BPM 525                     |                        |                       | 1977       | |
| Saarburg                   | 1962            | BPM 525A, 1971 BPM 526B     | BPM 526B               | BPM 532               | 2010       | |
| St. Wendel                 | 1973            | BPM 525GA1                  | BPM 525B               | BPM 529               | 1999       | |
| Trier                      | 1950            | BPM 526                     | BPM 526                | BPM 526               | 1999       | 1re DB 1950–1999. |
| Trier                      | 1982            | Bureau Frontière P          | Bureau Frontière P     | Bureau Frontière P    | 1999       | Aufgestellt 1943 in Oran (Algerien), → Bagnoli (Italien) 1943, → Dijon 1944, → Mulhouse 1945, → Mengen 1945, → Lindau 1945, 1949 mit Bureau Frontière H fusioniert, 1978 in Kaiserslautern reaktiviert, → 1982 Trier. Zuständig für Zone de Stationnement Nord. |
| Wittlich                   | 1959            | BPM 526A                    | BPM 526A               | BPM 530               | 1999       | |
| Trier-Feyen                | 1964            | BPM 526GA                   | BPM 526C               |                       | 1991       | |
| Berlin                     | 1945            | BPM 600                     | BPM 600                | BPM 600               | 1994       | |
| Friedrichshafen            | 1963            | BPM 605                     | BPM 605                | BPM 605               | 1992       | |
| Weingarten                 | 1967            | BPM 605GA1                  |                        |                       | 1976       | |

## Abkürzungen
| Abkürzung | Text                                                                      |
| --------- | ------------------------------------------------------------------------- |
| BPM       | Bureau Postal Militaire (Feldpostamt)                                     |
| DB        | Division Blindée (Panzerdivision)                                         |
| FFA       | Forces françaises en Allemagne (Französische Streitkräfte in Deutschland) |
| HQ        | Hauptquartier                                                             |